# 瞳をとじて (2023年の映画)
『瞳をとじて』（ひとみをとじて、原題：Cerrar los ojos、英語: Close Your Eyes）は、2023年のスペイン・アルゼンチンのドラマ映画。監督はビクトル・エリセ、出演はマノロ・ソロとホセ・コロナドなど。エリセ監督の31年ぶりの作品で、謎の失踪を遂げた俳優の消息を追う元映画監督の探究の旅を描いている。
2023年5月22日に、第76回カンヌ国際映画祭でプレミア上映された。

## キャスト
- ミゲル・ガライ: マノロ・ソロ（スペイン語版） - 映画監督兼作家。映画は22年間撮っていない。
- フリオ・アレナス/ガルデル: ホセ・コロナド - 突然失踪した主演俳優。「別れのまなざし」のフランク役。
- アナ・アレナス: アナ・トレント - フリオの娘。
- シスター・コンスエロ: ペトラ・マルティネス（スペイン語版） - フリオの介護施設の施設長。
- ベレン・グラナドス: マリア・レオン（スペイン語版） - フリオを担当する女性介護士。
- マックス・ロカ: マリオ・パルド（スペイン語版） - 映画の編集者でミゲルの親友。
- マルタ・ソリアーノ: エレナ・ミケル（スペイン語版） - 「未解決事件」の番組のプロデューサー。
- ロラ・サン・ロマン: ソレダ・ビジャミル（スペイン語版） - ミゲルの元恋人でフリオの元恋人。
- ドクター・ベナビデス: フアン・マルガージョ（スペイン語版） - フリオの主治医。
- フェラン・ソレル: ホセ・マリア・ポウ（スペイン語版） - 「別れのまなざし」のレヴィ役。
- チャオ・シュー/ジュディス: ベネシア・フランスコ - 「別れのまなざし」のジュディス/チャオ・シュー役。
- ティコ・マジョラル: アントニオ・デチェント（スペイン語版） - 「未解決事件」に出演する記者。

## 公開
この映画は第76回カンヌ映画祭のカンヌ・プレミア部門での上映作品に選ばれ、2023年5月22日に世界初公開された。
しかしエリセ監督はプレミアへの出席を辞退し、エル・パイス紙に送った公開書簡の中で、映画祭のプログラミング・ディレクターであるティエリー・フレモーが選考過程で「対話と協議」を行わなかったとの報告を理由に欠席の理由を説明した。

## 評価
Rotten Tomatoesによれば、71件の評論のうち高評価は93%にあたる66件で、平均点は10点満点中8.7点、批評家の一致した見解は「監督兼共同脚本のビクトル・エリセにとって傑作に近い『瞳をとじて』は、記憶、アイデンティティ、そして映画そのものについての感動的な瞑想で、彼の長い映画制作休止期間を終わらせている。」となっている。Metacriticによれば、22件の評論のうち、高評価は19件、賛否混在は3件、低評価はなく、平均点は100点満点中85点となっている。